# Accord de Kanslergade

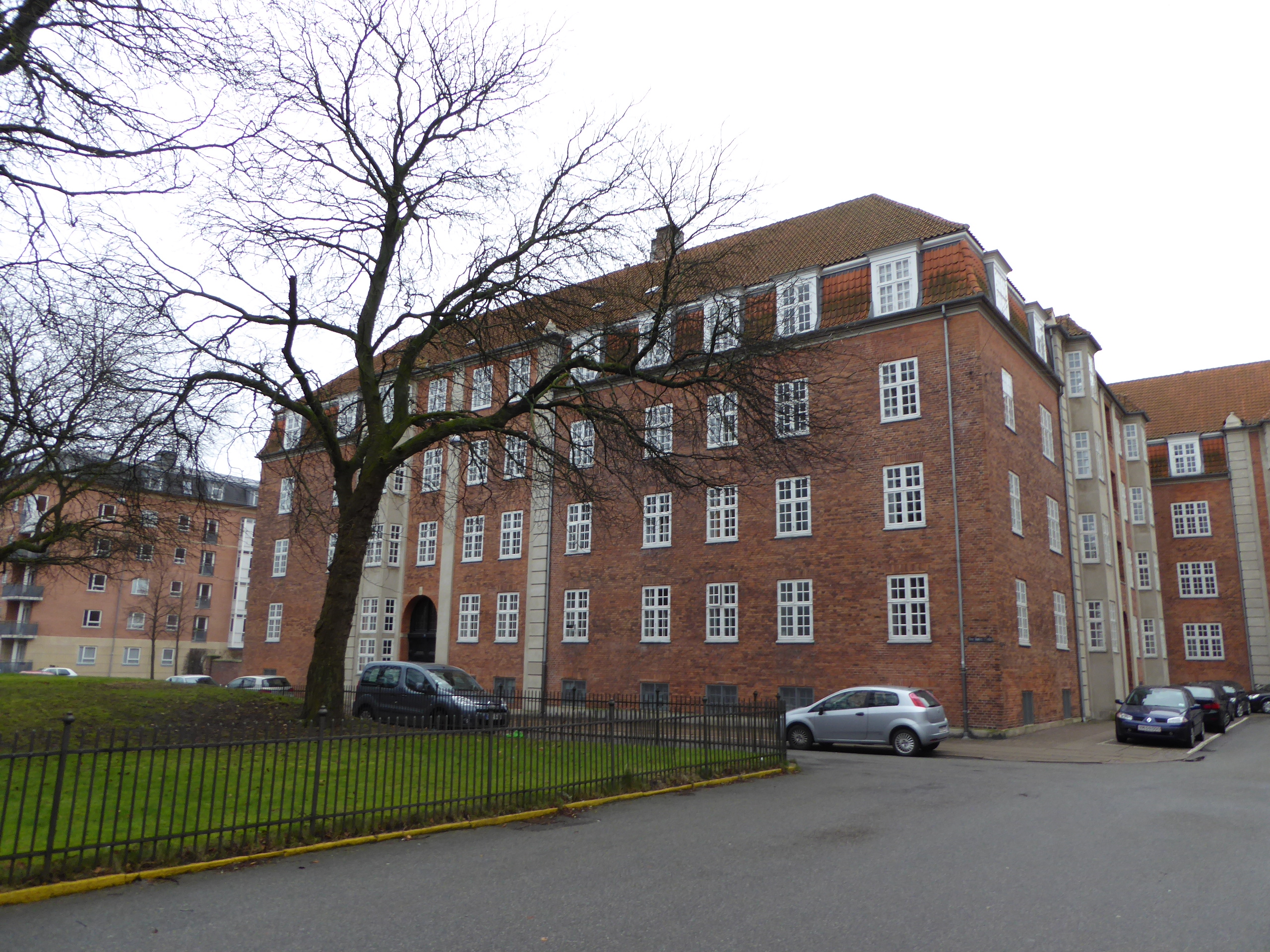
L'immeuble de la Kanslergade où se trouve l'appartement de Stauning (photo prise en 2016).

 (juillet 2025).
L'Accord de Kanslergade (Kanslergadeforliget en danois, nommé ainsi d'après le domicile du premier-ministre Thorvald Stauning à la rue Kanslergade à Copenhague) fixe les réformes qui vont établir le modèle scandinave d'État-providence au Danemark.

## Historique
Ratifié le 30 janvier 1933 par les deux partis de la coalition gouvernementale (les Sociaux-démocrates et les Radicaux) et par le Parti libéral, alors dans l'opposition, il étend les droits des travailleurs, dévalue la couronne danoise, étend les subsides accordés aux agriculteurs et met en place une politique de travaux publics. Le développement des aides sociales fait aussi partie de l'accord.
En ratifiant cet accord, le Parti libéral accepte de retirer ses objections au modèle social d'État-providence soutenu par le gouvernement social-démocrate.
Il s'agit de l'accord le plus large jamais signé en politique danoise, à la possible exception de l'accord sur le budget de 1894[réf. souhaitée].